# Bolesław Waligóra (chemik)
Bolesław Waligóra (ur. 1919, zm. 2009) – polski fizykochemik, nauczyciel akademicki, profesor zwyczajny Uniwersytetu Jagiellońskiego w Krakowie. W latach 1969–1972 pełnił funkcję dziekana Wydziału Matematyki, Fizyki i Chemii UJ.
Spoczywa na Cmentarzu Salwatorskim w Krakowie, sektor SC 2, rz. 1, gr. 10.